# نورمان باتلر
نورمان باتلر (6 مايو 1930 - 1 أبريل 2007) (بالإنجليزية: Norman Butler)‏ هو لاعب كريكت بريطاني.